# Port Barre
Port Barre és una població dels Estats Units a l'estat de Louisiana. Segons el cens del 2000 tenia 2.287 habitants.

## Demografia
Segons el cens del 2000, Port Barre tenia 2.287 habitants, 867 habitatges, i 625 famílies. La densitat de població era de 802,7 habitants/km².
Dels 867 habitatges en un 36,8% hi vivien nens de menys de 18 anys, en un 50,9% hi vivien parelles casades, en un 17,1% dones solteres, i en un 27,9% no eren unitats familiars. En el 24,6% dels habitatges hi vivien persones soles el 10,8% de les quals corresponia a persones de 65 anys o més que vivien soles. El nombre mitjà de persones vivint en cada habitatge era de 2,64 i el nombre mitjà de persones que vivien en cada família era de 3,16.
Per edats la població es repartia de la següent manera: un 29,8% tenia menys de 18 anys, un 9,6% entre 18 i 24, un 27,7% entre 25 i 44, un 20,9% de 45 a 60 i un 12,1% 65 anys o més.
L'edat mediana era de 34 anys. Per cada 100 dones de 18 o més anys hi havia 86,8 homes.
La renda mediana per habitatge era de 23.945 $ i la renda mediana per família de 29.279 $. Els homes tenien una renda mediana de 30.761 $ mentre que les dones 19.000 $. La renda per capita de la població era d'11.028 $. Entorn del 21,6% de les famílies i el 28,1% de la població estaven per davall del llindar de pobresa.

## Poblacions més properes
El següent diagrama mostra les poblacions més properes.